# Struś syryjski

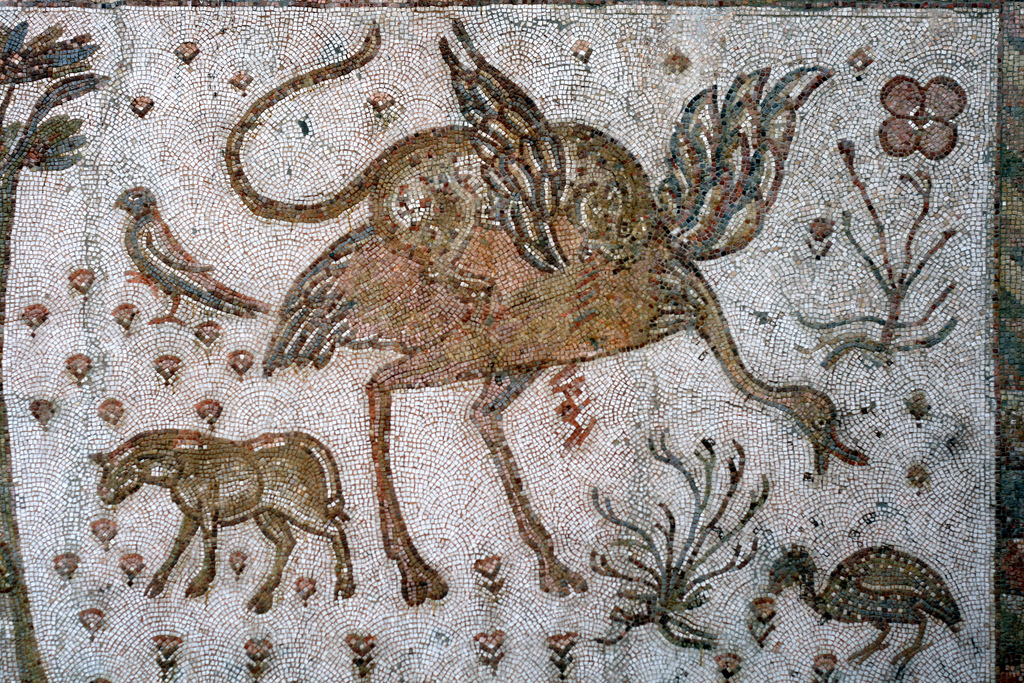
Lampart atakujący strusia, mozaika z rzymskiej Syrii

Struś syryjski (Struthio camelus syriacus) – wymarły podgatunek strusia czerwonoskórego – ptaka z rodziny strusi (Struthionidae). Zamieszkiwał Półwysep Arabski oraz Bliski Wschód. Zasięg występowania tego strusia w czasach prehistorycznych wydaje się być stały, ale wraz z wysuszeniem Półwyspu Arabskiego zniknął z niegościnnych obszarów pustyni, takich jak Ar-Rab al-Chali. W czasach historycznych struś syryjski występował prawdopodobnie w dwóch oddzielnych subpopulacjach: mniejszej w południowo-wschodniej części Półwyspu Arabskiego i większej na obszarze, gdzie dziś spotykają się granice Arabii Saudyjskiej, Jordanii, Iraku i Syrii.
Zmierzając w kierunku Półwyspu Synaj, prawdopodobnie zintegrował się z innym podgatunkiem – strusiem północnoafrykańskim (S. c. camelus). Oba podgatunki wyglądały bardzo podobnie, możliwe, że samice strusia syryjskiego były nieco jaśniejszej barwy. Struś syryjski był nieco mniejszy od północnoafrykańskiego: skok 390–465 mm u strusia syryjskiego i 450–530 mm u północnoafrykańskiego; wymiary pokrywają się w niewielkim przedziale.
Struś syryjski od dawna zajmuje znaczące miejsce w kulturze regionu. Dorosły struś z jedenastoma młodymi został przedstawiony na słynnym prehistorycznym „Graffiti Rock I” (rysunki wyryte na skale datowane na 2000–1000 p.n.e. odkryte w pobliżu Rijadu). W Mezopotamii był wykorzystywany jako zwierzę ofiarne i przedstawiany na dziełach sztuki, malowany na kubkach i innych przedmiotach wykonanych ze strusich jaj, sprzedawanych aż po Etrurię w okresie nowoasyryjskim.
Żydowska opinia o tym ptaku była mniej korzystna. Fakt, że samica strusia może pozostawić gniazdo bez opieki (jaja mają grubą i mocną skorupę chroniącą przed drapieżnikami), stał się powodem dla reprymendy zapisanej w Księdze Hioba (Hi 39:13 -18) i Lamentacjach Jeremiasza (Lamentacje 4:3). Możliwe, że struś syryjski znajdował się wśród ptaków zakazanych Żydom i uznawanych za niekoszerne w Księdze Kapłańskiej (Kpł 11:16), jednakże Izraelici znali prawdopodobnie inny podgatunek – strusia północnoafrykańskiego, który w tamtym czasie występował w egipskiej dolinie Nilu.
W czasach rzymskich był duży popyt na strusie, które wykorzystywano w venatio (widowiskowych walkach z udziałem zwierząt, często egzotycznych) lub w kuchni. Były to zazwyczaj strusie północnoafrykańskie, a nie strusie syryjskie, gdyż te ostatnie występowały jedynie na przygranicznych terenach Imperium Rzymskiego. Jednak znacznie później pióropusze ze strusia syryjskiego zostały uznane za bardziej wartościowe ozdoby, w porównaniu do piór strusi północnoafrykańskich.
W epoce ekspansji islamu struś syryjski reprezentował bogactwo i elegancję. Polowanie na strusie stało się popularną rozrywką dla bogaczy i szlachty (jeśli zabito strusia w odpowiedni sposób, jego mięso uznawane było przez muzułmanów za halaal). Jaja, pióra i skóry były szeroko wykorzystywane w rękodziele. Zarówno produkty otrzymane ze strusi, jak i żywe ptaki były eksportowane aż do Chin.

## Wyginięcie
Upowszechnienie broni palnej, a następnie pojazdów mechanicznych zapoczątkowało wymieranie tego podgatunku. Wcześniejsze polowania z łuku oraz przy pomocy psów pozwalały większości grupy strusi na ucieczkę, ale strzelby umożliwiły myśliwym strzelanie do wielu osobników dla czystej zabawy.
Na początku XX wieku strusie syryjskie stały się rzadkością. Utrzymywały się jeszcze w północnej części Wielkiego Nefudu, na północ w kierunku Pustyni Syryjskiej i na wschód w kierunku Doliny Eufratu. Najgęściej zasiedlały prowincję Al Jawf, gdzie towarzyszyły stadom gazeli (Gazella saudiya) i oryksów arabskich – innym gatunkom uznawanym za bardzo rzadkie lub wymarłe.
Niektóre z ostatnich obserwacji wskazują jednego osobnika znalezionego w 1928 roku na wschód od al Tall-Rasatin przy jordańsko-irackiej granicy. Ptak został zastrzelony i zjedzony przez pracowników rurociągu na obszarze Jubail na początku lat 40 XX w. (niektóre źródła wyraźnie wskazują rok 1941). Dwa apokryficzne wskazania ptaków, które spotkał ten sam los w 1948 roku oraz umierający osobnik znaleziony w 1966 roku w górnej Wadi el-Hasa na północ od Petry.
Pozostałości starych jaj są jeszcze odnajdywane na dawnym obszarze występowania południowej subpopulacji, która zniknęła między 1900 a 1920 r., prawdopodobnie głównie ze względu na postępujące wysuszenie terenu. Niektóre fragmenty skorup zostały zebrane przez arabistę Harry’ego St. Johna Philby’ego w Mahadir Summan w Arabii około 1931 r. W latach 20. XX w. Londyński Ogród Zoologiczny podjął ostatnią próbę odzyskania strusia syryjskiego przy pomocy jaj zakupionych u kłusownika. Jaja zostały wysłane do Londynu, gdzie bez powodzenia próbowano sztucznej inkubacji. Analizy mtDNA oraz wskazujących pochodzenie haplotypów potwierdziły bliskie pokrewieństwo strusia syryjskiego i północnoafrykańskiego (Robinson & Matthee, 1999). Projekt zastąpienia wymarłego podgatunku przez strusia północnoafrykańskiego został rozpoczęty w Arabii Saudyjskiej (Seddon & Soorae, 1999). Obecnie (2009) wprowadza się też strusia północnoafrykańskiego wychowanego w niewoli do otwartych obszarów Negew w Izraelu, gdzie niegdyś zamieszkiwał struś syryjski.